# Pomacanthus arcuatus
Pomacanthus arcuatus là một loài cá biển thuộc chi Pomacanthus trong họ Cá bướm gai. Loài này được mô tả lần đầu tiên vào năm 1758.

## Từ nguyên
Từ định danh arcuatus trong tiếng Latinh có nghĩa là "cong", hàm ý đề cập đến các dải sọc cong màu vàng trên cơ thể cá con.

## Phạm vi phân bố và môi trường sống
P. arcuatus có phạm vi phân bố rộng rãi ở Tây Đại Tây Dương. Từ bang New York, loài này được ghi nhận dọc theo bờ biển Đông Hoa Kỳ, trải dài trên khắp vịnh México và biển Caribe, về phía nam đến bang Rio de Janeiro (Brasil); P. arcuatus cũng đã được biết đến ở Bermuda.
P. arcuatus sống gần các rạn san hô và các bãi đá ngầm ở độ sâu đến ít nhất là 30 m. P. arcuatus không tỏ ra sợ hãi khi các thợ lặn tiếp cận chúng.

## Mô tả
P. arcuatus có chiều dài cơ thể tối đa được biết đến là 60 cm. P. arcuatus có thân dẹt, hình bầu dục màu nâu xám, trừ phần mõm có màu trắng. Vảy trên thân lốm đốm đen. Vây hậu môn và vây lưng có thể phát triển dài vượt qua vây đuôi, có viền mảnh màu xanh lam óng. Vây ngực có màu vàng nhạt. Vây đuôi có rìa sau màu trắng mờ. Cá con có màu đen với 5 dải sọc màu vàng: dải thứ nhất bao quanh mõm và dải cuối nằm trên cuống đuôi, ba dải giữa nằm cách nhau ở hai bên thân (giống với cá con của Pomacanthus paru).
Số gai vây lưng: 9; Số tia vây ở vây lưng: 31–33; Số gai vây hậu môn: 3; Số tia vây ở vây hậu môn: 23–25.

## Sinh thái

### Thức ăn
Thức ăn chủ yếu của P. arcuatus là hải miên (bọt biển), nhưng chúng cũng bổ sung cả tảo, cỏ biển, nhiều loài thủy sinh không xương sống (như động vật hình rêu, san hô mềm và hải tiêu) vào chế độ ăn của mình. Cá con còn ăn cả những giáp xác ký sinh mà chúng làm vệ sinh từ những loài cá khác.

### Sinh sản
P. arcuatus thường sống đơn độc và ghép cặp khi bước vào giai đoạn sinh sản, nhưng cũng có khi hợp thành một nhóm nhỏ. Thời điểm sinh sản diễn ra từ tháng 4 và kéo dài đến tháng 9. Chúng đã được quan sát là tập trung trên các mỏm đá ngầm ở vùng nước sâu từ sáng sớm. Những cặp P. arcuatus sẽ thực hiện màn tán tỉnh bằng cách rượt đuổi nhau trong thời gian ngắn. Nếu những cá thể đơn độc đến gần các cặp đôi, chúng sẽ bị đuổi đi ngay.
Các cặp đôi sau đó bơi chậm dần rồi trồi lên các cột nước, đưa bụng lại gần nhau và bắt đầu phóng trứng và tinh trùng. Trong mỗi đợt sinh sản, khoảng 25.000–75.000 quả trứng được phóng ra. Sau đó, các cặp đôi tách ra và quay trở lại đáy biển, và lặp đi lặp lại hành vi giao phối này nhiều lần.
Trứng có dạng hình cầu, trong suốt, nở khoảng 15–20 giờ sau khi được thụ tinh. Cá bột đạt kích thước khoảng 1,5 cm khi chúng bắt đầu bơi đến định cư trên các rạn san hô.

### Tuổi thọ
Qua việc kiểm tra sỏi tai, độ tuổi lớn nhất được ước tính ở P. arcuatus là 24 năm.

### Lai tạp
P. arcuatus và P. paru là hai loài bản địa của Tây Đại Tây Dương. Cá thể lai giữa chúng đã được báo cáo bởi Moe (1976), tuy nhiên đó là một cá thể được lai tạo trong môi trường thí nghiệm. Điều này cho thấy rằng, P. paru và P. arcuatus đều có khả năng lai tạp với nhau ở ngoài tự nhiên.

## Thương mại
P. arcuatus là một loài được đánh bắt và xuất khẩu khá phổ biến trong ngành buôn bán cá cảnh. Bên cạnh đó, P. arcuatus còn được xem là một loài hải sản, và thịt của chúng được đánh giá là rất ngon. Loài này cũng đã được nhân giống nuôi nhốt thành công.